# Фортеця (фестиваль)
Фестива́ль «Форте́ця» — музичний фестиваль, який щорічно проводиться в місті Білгород-Дністровський з 2004 року. В 2007 році у фестивалі взяли участь: VovaZiL'vova, Лобода Світлана, Славська Анюта, група «Інший погляд» (Київ), «Джаїра»(Рівне), «Чорний обеліск» (Росія) та багато інших. За деякими підрахунками IV фестиваль відвідало більш ніж 50 000 осіб. Проведення фестивалю обійшлося його організаторам в 150 000 доларів. Ціллю проведення фестивалю є збір коштів на реставрацію Білгород-Дністровської фортеці. В 2009 році фестиваль за браком коштів проводився лише два дні: 23-24 серпня. В 2010 році через відсутність фінансування фестиваль не проводився.

В 2011 році фестиваль проводився з 24 по 26 серпня. В програмі брали участь діджеї «DJ Gleb» и «DJ Roma Wild» московська група «EASY DIZZY» (триб'ют відомої групи AC/DC)рок група «IZ.UM», Альона Віницька та інші виконавці та колективи. За різними даними перший день фестивалю, який припав на день незалежності, відвідало близько 5000 мешканців та гостей міста. Місцевий депутатський корпус впевнений, що усі кошти, зібрані Одеським КП "Фортеця" будуть направленні на розвиток об'єкту історичної спадщини - Аккерманської фортеці.